# Převrácená třída
Převrácená třída / převrácená výuka (angl. flipped-převrácená, classroom-třída) je metoda učení, při níž dochází k obrácení úloh učitele a žáka v hodině. Obsah učiva je vytvořen studenty doma a aplikován ve škole. Cílem převrácené třídy je zvýšit zapojení žáků do výuky a jejich učení tím, že si žáci doma doplňují četbu a během výuky aktivně pracují na řešení problémů. Tato pedagogická metoda přesouvá do výuky aktivity, které mohly být tradičně považovány za domácí úkoly. V anglické literatuře je tato metoda známá jako flip teaching, flipped classroom nebo inverted teaching. 

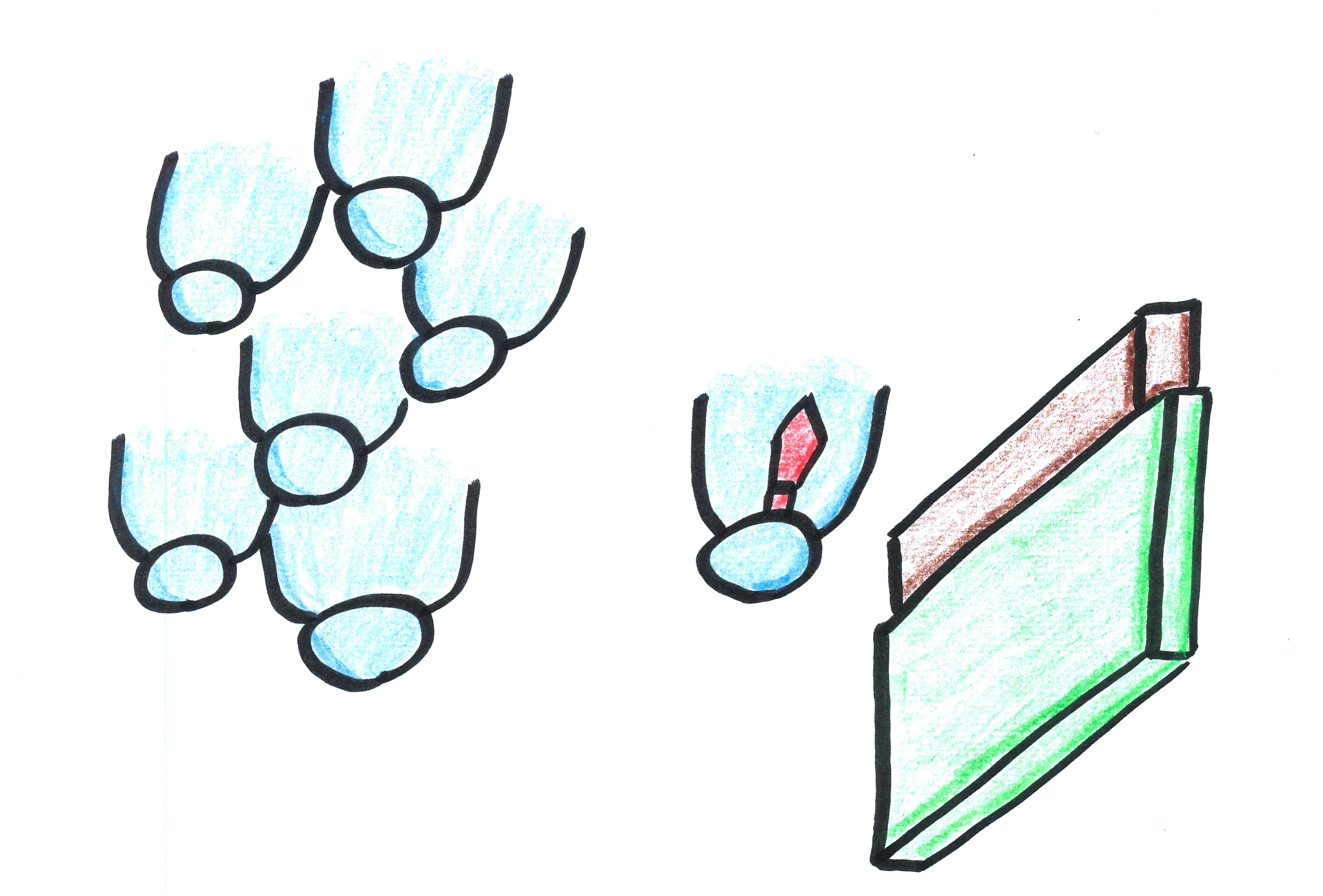
Umělecké ztvárnění pojmu převrácená třída

## Popis metody
Výuku v podobě převrácené třídy můžeme přiřadit na hranici konstruktivismu a konektivismu. V centru pozornosti už není učitel, ale žáci a obsah výuky.Žák přebírá odpovědnost za své učení a jeho efektivitu. Mění se role učitele (ten není hlavním zdrojem informací, ale stává se spíše průvodcem napříč vzdělávacím procesem). Díky této metodě, kdy si žáci doma prostudují materiály a připraví se na kurz, mohou učitelé získaný čas využít pro diskuze ve třídě, které vedou k lepšímu pochopení dané látky. Žáci se učí doma (správně na základě videí a videotutoriálů), úkoly dělají ve škole a látka z videotutoriálů se ve škole dále prohlubuje a řeší. Žáci se při této metodě neučí pouze díky videím, ale také díky vhodně vybraným aktivitám v hodině a interakci se spolužáky. Jako ideální délka takové videolekce se uvádí 8-20 minut. Pokud jsou níže uvedené principy respektovány a implementaci předchází důsledná příprava, pak převrácená třída zvyšuje efektivitu výuky (je ale důležité počítat s tím, že žáci i učitelé si potřebují na tento model výuky zvyknout). V České republice tuhle metodu zkoumali Špilka a Maněnová na základních školách v předmětu matematika. Ve zkoumaných hodinách se potvrdilo zlepšení výsledků.
Existují čtyři hlavní důvody, proč využívat tento model:  
- flexibilita výuky a respekt k individuálnímu učebnímu stylu,

- efektivní využití času ve výuce,

- podporuje participaci a motivaci studentů,

- více odpovědnosti za vzdělání samotným studentům.

Díky této metodě se účastníci ve třídách zaměří mimo jiné na rozvoj vyšších myšlenkových dovedností – řeší složitější úlohy, hledání problémů a následné řešení problémů. Kvůli obtížnosti tak pracuji ve skupinkách a osvojují si znalosti za pomoci spolužáků a učitelů.

## Nástroje

### Videa:
Příkladem toho, jak tato videa mohou vypadat, je Khan Academy. V roce 2024 již existuje i zcela česká verze – Khanova škola. Zde už jsou videa s českými titulky, nebo už od základu česká videa.  Dále na stránkách EdPuzzle, Explain Everything. Pro žáky je přijatelnější a mnohem přirozenější, pokud vzdělávací videa, která látku představují, jsou připravena jejich učitelem, kterého znají.  

### Zpětná vazba:
Kahoot, Nearpod, Socrative, tyto nástroje slouží k získání rychlé zpětné vazby už i v průběhu výuky. V těchto nástrojích je možné vytvořit ankety a krátké testy, učitel odpovědi vidí hned a může na ně reagovat. 

### Sdílení:
Jeden z nejpoužívanějších nástrojů ke sdílení a spolupráci ve výuce je Padlet, který funguje jako „nástěnka“, kde žáci můžou vzájemně reagovat na jednotlivé odpovědi spolužáků. Na Padletu je možné vkládat zvukové nahrávky, obrázky a odkazy. 
V ideálním případě je součástí převrácené třídy i prostředí, vytvořené například v LMS kde mohou žáci interagovat a komunikovat. Je možné používat i vzdělávací sociální sítě typu Edmodo. 

## Principy
K tomu, aby převrácená třída plnila svůj cíl, je také nezbytné dodržovat několik základních principů: 
1. Flexibilní prostředí: Každý učitel si vytváří vlastní postup implementace této metodiky. Vše přizpůsobuje kontextu.
2. Tzv. změna principu: Dochází ke změně obvykle popisované jako odklon od metod orientovaných na učitele k orientaci na žáka.
3. Vhodný obsah: Učitel průběžně hodnotí účinnost použitých výukových materiálů a zabývá se tím, které z nich poskytne žákům k samostatnému studiu.
4. Profesionální učitel: Nelze nahradit učitele videem. Jeho úloha je v převrácené třídě ve skutečnosti stále nezastupitelná a je o dost náročnější než v tradiční. V tomto případě učitel sleduje každého žáka a věnuje mu individuální pozornost a poskytuje mu průběžnou zpětnou vazbu.[9]

## USA
Pokud jsou výše uvedené principy respektovány a implementaci předchází důsledná příprava, pak převrácená třída zvyšuje efektivitu výuky (je ale důležité počítat s tím, že žáci i učitelé si potřebují na tento model výuky zvyknout). To dokládají i výzkumy – například v matematice se díky této metodě podařilo škole v Minnesotě zvýšit úspěšnost při plošných státních testech o 20%. Škola v Coloradu tuto metodu začala využívat pro řešení absence žáků a úspěšně se povedlo snížit vědomostní deficity těch, kdo do školy z různých důvodů nemohou docházet pravidelně. Škola v Michiganu po zavedení převrácených tříd tvrdí, že předčasné ukončení studia bylo sníženo o 33%.

## Rakousko a Německo
V těchto zemích má metoda převrácené třídy taky úspěchy. V Rakousku se tuto metodu snaží rozšířit iniciativa Josefa Buchnera a Stefana Schmida Flipped Classroom Austria. Na webových stránkách Sebastiana Schmidta najdete přehled, kteří učitelé již s převrácenou třídou vyučují, seřazený podle předmětů. Převrácenou třídu propagovali ve společném tiskovém prohlášení univerzitní lektoři z Philippsovy univerzity v Marburgu, z Vysoké školy pedagogické v Heidelbergu a z Vysoké školy aplikovaných věd v Bielefeldu. V těchto zemích probíhá od roku 2012 konference „Inverted Classroom and Beyond“, která se každoročně koná na některé z německých nebo rakouských univerzit. Ve školách vedou Felix Fähnrich a Carsten Thein projekt převrácené třídy v matematice. Tímto úspěšným stylem vyučují celý kurz matematiky v Bádensku-Württembersku, za což v roce 2014 získali první cenu v soutěži MNU o inovativní metody výuky. 